# Centrolene papillahallicum
Centrolene papillahallicum е вид жаба от семейство Centrolenidae.

## Разпространение
Видът е разпространен в Гвиана.